# بنجامين تشيفر
بنجامين تشيفر (بالإنجليزية: Benjamin Cheever)‏ (8 أكتوبر 1948 في الولايات المتحدة)؛ كاتب، صحفي وروائي أمريكي.